# Ulica Tadeusza Kościuszki w Mińsku Mazowieckim
Ulica Tadeusza Kościuszki w Mińsku Mazowieckim – jedna z głównych ulic Mińska Mazowieckiego.
Łączy ul. Warszawską z dworcem kolejowym. Do miasta została włączona w okresie I wojny światowej i nosiła wówczas nazwę Dworcowa, a w dwudziestoleciu międzywojennym Foksal. W 1903 wybudowano tu cerkiew pw. Opieki Matki Bożej, którą rozebrano w 1936.
Można na niej wyróżnić 5 przecznic. Na skrajnych obowiązują zasady ruchu standardowe dla obszaru zabudowanego. Środkowe przecznice są jednokierunkowe (w stronę stacji). Po obu stronach jezdni znajdują się chodniki na całej długości.

## Zabudowa
Ważniejsze obiekty wzdłuż ulicy (w tym narożne z adresem na innej ulicy):
- Starostwo Powiatowe
- Urząd Miasta
- PKO BP
- redakcja Co słychać?
- Przychodnia rejonowa Zakładu Opieki Zdrowotnej
- Przedszkole Miejskie nr 1
- Wojewódzki Inspektorat Ochrony Środowiska
- Agencja Restrukturyzacji i Modernizacji Rolnictwa
- Salezjańskie Liceum Ogólnokształcące, Gimnazjum oraz Szkoła Podstawowa

Poza tym na całej długości ulicy rozlokowane są liczne punkty handlowe i usługowe, oraz bloki mieszkalne. W kwartałach, których narożniki są styczne ze skrzyżowaniami Kościuszki, znajduje się większość budynków organów państwowych i samorządowych oraz duża część sektorów handlowego i usługowego.